# Royal Australian Mint

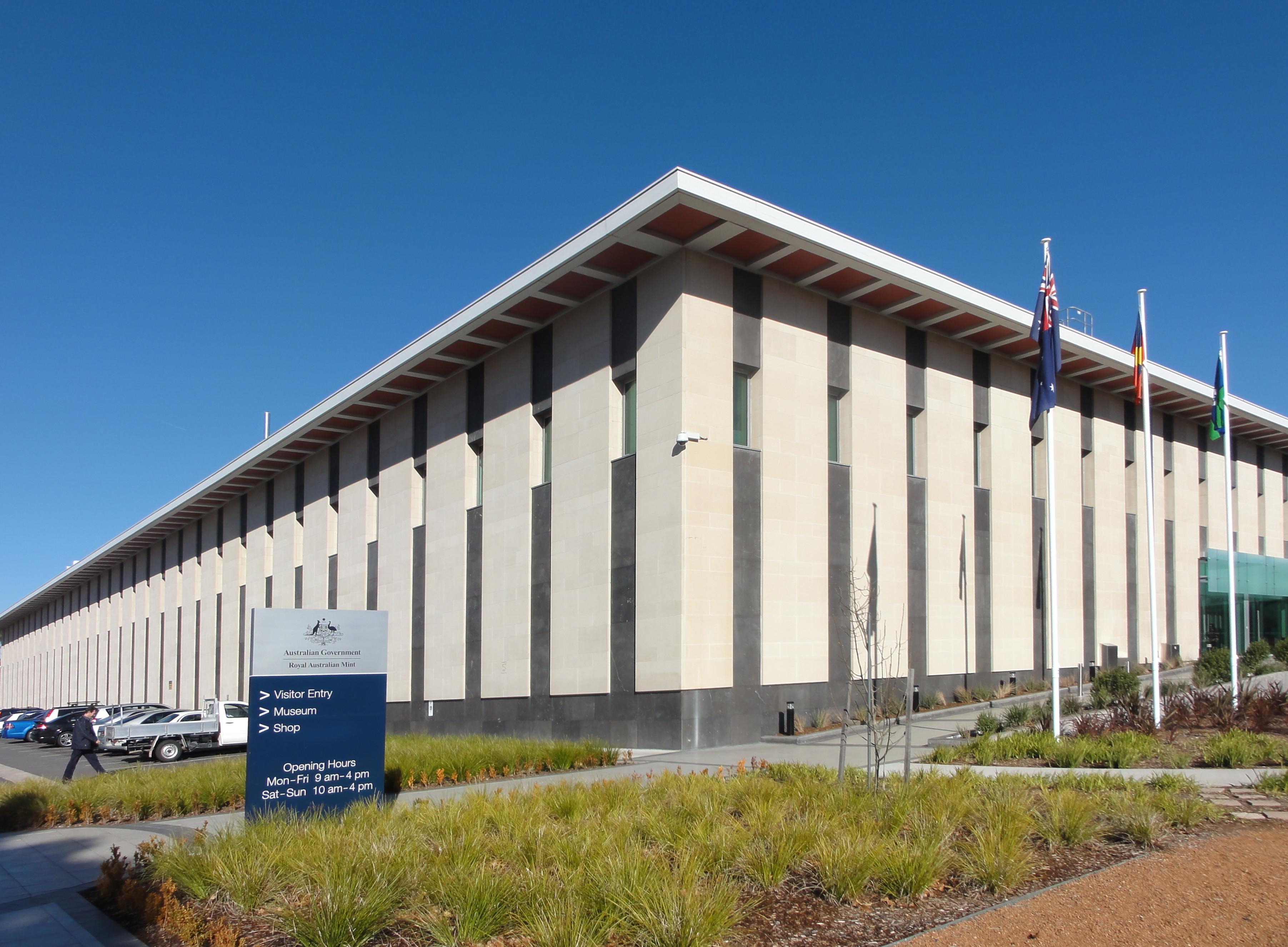
Royal Australian Mint

Die Royal Australian Mint (RAM; deutsch „Königliche Australische Münzanstalt“) ist eine Münzprägeanstalt in der australischen Hauptstadt Canberra. Das Gebäude im Stadtteil Deakin wurde am 22. Februar 1965 durch Philip, Duke of Edinburgh eröffnet.
Gebaut wurde die RAM, damit dort die neuen Münzen im Dezimalsystem geprägt werden konnten, die ab 14. Februar 1966 in den Umlauf gelangten. Es ist die einzige Münzprägestätte Australiens, die nicht als Filialbetrieb der Royal Mint in London gegründet wurde. Hier wie auch in der Perth Mint in Perth werden ausschließlich Münzen hergestellt, die Banknoten werden von Note Printing Australia in Melbourne gedruckt.
Die RAM ist in der Lage, täglich zwei Millionen bzw. jährlich 700 Millionen Münzen zu prägen. Es werden nicht nur australische Dollarmünzen hergestellt, sondern auch Währungen verschiedener ozeanischer und asiatischer Staaten. Es sind dies Neuseeland (nur im Jahr 1969), Papua-Neuguinea, Tonga, Samoa, die Cookinseln, Fidschi, Malaysia, Thailand, Nepal, Bangladesch, Israel und Tokelau. Auch die 200-Centavo-Münze von Osttimor wird von der Royal Australian Mint geprägt.
Ab Oktober 2006 sollte die RAM für 41,2 Millionen AUD umgebaut werden. Die Arbeiten beim Produktionsgebäude sollten bis Juni 2008 dauern, beim Verwaltungsgebäude bis April 2009. Im Laufe des Jahres 2009 wurden die Umbauarbeiten beendet, so dass das neue Besucherzentrum seitdem von Touristen genutzt werden kann.